# Doe Bay (Washington)
Doe Bay es un área no incorporada ubicada en el condado de San Juan en el estado estadounidense de Washington.

## Geografía
Doe Bay se encuentra ubicado en las coordenadas 48°38′28″N 122°46′52″O / 48.64111, -122.78111.